# Magiczny autobus
Komiks dla dzieci napisany przez  Joanne Cole i Bruce Degen. Jest to komiks edukacyjny opowiadający o życiu. 

## Bohaterowie
- Pani Loczek – nauczycielka

Dzieci
- Arnold Perlstein
- Carlos Ramone
- Anabella
- Kitka
- Ralphie Tennelli
- Phoebe Terese
- Tim
- Wanda Lim